# Мађарска на Светском првенству у атлетици на отвореном 2019.
Мађарска је на 17. Светском првенству у атлетици на отвореном 2019. одржаном у Дохи од 27. септембра до 6. октобра учествовала седамнаести пут, односно учествовала је на свим првенствима до данас. Репрезентацију Мађарске представљало је 16 учесника (7 мушкараца и 9 жена) који су се такмичили у 12 дисциплина (5 мушких и 7 женских). ,  
На овом првенству Мађарска је по броју освојених медаља делила 31. место са 1 освојеном медаљом (1 бронзана). . У табели успешности према броју и пласману такмичара који су учествовали у финалним такмичењима (првих 8 такмичара) Мађарска је са 2 учесника у финалу делила 36. место са 10 бодова. 
| Плас. | Земља    | 1. место | 2. место | 3. место | 4. место | 5. место | 6. место | 7. место | 8. место | Бр. финал. | Бод. |
| ----- | -------- | -------- | -------- | -------- | -------- | -------- | -------- | -------- | -------- | ---------- | ---- |
| =36.  | Мађарска | 0        | 0        | 1        | 0        | 1        | 0        | 0        | 0        | 2          | 10   |

## Учесници
| Мушкарци: - Валдо Шуч — 110 м препоне - Бенце Вењерчан — Ходање 50 км - Мате Хелебрант — Ходање 50 км - Јанош Хужак — Бацање диска - Бенце Халаш — Бацање кладива - Кристијан Парш — Бацање кладива - Норберт Ривас-Тот — Бацање копља | Жене: - Луца Козак — 100 м препоне - Грета Керекеш — 100 м препоне - Викторија Вагнер-Ђуркес — 3.000 м препреке - Викторија Мадарас — Ходање 20 км - Анастазиа Нгуиен — Скок удаљ - Петра Фаркаш — Скок удаљ - Анита Мартон — Бацање кугле - Река Ђурац — Бацање кладива - Река Силађи — Бацање копља |  |

## Освајачи медаља (1)

### бронза (1)
- Бенце Халаш — Бацање кладива

## Резултати

### Мушкарци
| Атлетичар         | Дисциплина     | Лични рекорд | Квалификације     | Квалификације     | Полуфинале           | Полуфинале           | Финале               | Финале       | Детаљи |
| Атлетичар         | Дисциплина     | Лични рекорд | Резултат          | Место             | Резултат             | Место                | Резултат             | Место        | Детаљи |
| ----------------- | -------------- | ------------ | ----------------- | ----------------- | -------------------- | -------------------- | -------------------- | ------------ | ------ |
| Валдо Шуч         | 110 м препоне  | 13,41        | 13,60 (.597)      | 5. у гр. 2        | Није се квалификовао | Није се квалификовао | Није се квалификовао | 22 / 36 (40) |        |
| Бенце Вењерчан    | 50 км ходање   | 3:55:34      |                   |                   |                      |                      | 4:45:04              | 26 / 28 (46) |        |
| Мате Хелебрант    | 50 км ходање   | 3:43:56      | Није завршио трку | Није завршио трку |                      |                      |                      |              |        |
| Јанош Хужак       | Бацање диска   | 64,89        | 60,45             | 14. у гр. А       |                      |                      | Није се квалификовао | 28 / 32      |        |
| Бенце Халаш       | Бацање кладива | 79,57        | 76,90 КВ          | 3. у гр Б         | 78,18                |                      |                      |              |        |
| Кристијан Парш    | Бацање кладива | 82,69        | 73,05             | 11. у гр. А       | Није се квалификовао | 22 / 31              |                      |              |        |
| Норберт Ривас-Тот | Бацање копља   | 83,08 НР     | 83,42 кв, НР, ЛР  | 5. у гр. А        | 79,73                | 9 / 30 (32)          |                      |              |        |

### Жене
| Атлетичарка             | Дисциплина       | Лични рекорд | Квалификације | Квалификације | Полуфинале            | Полуфинале            | Финале                | Финале       | Детаљи |
| Атлетичарка             | Дисциплина       | Лични рекорд | Резултат      | Место         | Резултат              | Место                 | Резултат              | Место        | Детаљи |
| ----------------------- | ---------------- | ------------ | ------------- | ------------- | --------------------- | --------------------- | --------------------- | ------------ | ------ |
| Луца Козак              | 100 м препоне    | 12,86        | 12,93 КВ      | 4. у гр. 3    | 12,87 ЛРС             | 5. у гр. 1            | Није се квалификовала | 26 / 36 (38) |        |
| Грета Керекеш           | 100 м препоне    | 12,93        | 13,11 (.107)  | 5. у гр. 4    | Није се квалификовала | Није се квалификовала | Није се квалификовала | 24 / 36 (38) |        |
| Викторија Вагнер-Ђуркес | 3.000 м препреке | 9:34,56      | 9:52,11       | 10. у гр. 3   |                       |                       | Није се квалификовала | 37 / 42 (43) |        |
| Викторија Мадарас       | 20 км ходање     | 1:30:05 НР   |               |               |                       |                       | 1:47:38               | 39 / 39 (45) |        |
| Анастазиа Нгуиен        | Скок удаљ        | 6,77         | 6,54 кв       | 7 у гр А      |                       |                       | 6,26                  | 12 / 31      |        |
| Петра Фаркаш            | Скок удаљ        | 6.72         | 6,44          | 11. у гр. Б   | Није се квалификовала | 23 / 31               |                       |              |        |
| Анита Мартон            | Бацање кугле     | 19,87 НР     | 18,44 КВ      | 5. у гр. Б    | 18,25                 | 5 / 27                |                       |              |        |
| Река Ђурац              | Бацање кладива   | 72,70 НР     | 67,41         | 13. у гр. Б   | Нису се квалификовале | 23 / 30               |                       |              |        |
| Река Силађи             | Бацање копља     | 60,44        | 56,26         | 12. у гр. Б   | Нису се квалификовале | 25 / 31               |                       |              |        |